# هيلين ماكلين
هيلين ماكلين (بالإنجليزية: Helen McLean)‏ (1927، تورونتو في كندا)؛ مؤلفة، رسامة وروائية كندية.